# Liechtensteiner Cup 2004/05
Der Liechtensteiner Cup 2004/05 war die 60. Auflage des Fussballpokalwettbewerbs der Herren und wurde zwischen dem 24. August 2004 und dem 5. Mai 2005 ausgespielt. Der FC Vaduz konnte seinen im Vorjahr gewonnenen Titel erfolgreich verteidigen und qualifizierte sich damit für den UEFA-Pokal 2005/06.

## Teilnehmende Mannschaften
Folgende 17 Mannschaften nahmen am Liechtensteiner Cup teil:
| - USV Eschen-Mauren - USV Eschen-Mauren II - USV Eschen-Mauren III - FC Schaan - FC Schaan II - FC Schaan Azz. - FC Vaduz - FC Vaduz II - FC Vaduz III | - FC Balzers - FC Balzers II - FC Ruggell - FC Ruggell II - FC Triesen - FC Triesen Esp. - FC Triesenberg - FC Triesenberg II |

## Spielplan

### Qualifikation
Das einzige Qualifikationsspiel fand am 24. August 2004 statt. Freilose hatten folgende Mannschaften: FC Triesen Esp., FC Schaan II, FC Ruggell II und USV Eschen-Mauren III.
| Datum                 |              | Ergebnis |                   |
| --------------------- | ------------ | -------- | ----------------- |
| 24.08.2004, 19:30 Uhr | FC Vaduz III | 2:3      | FC Triesenberg II |

### Achtelfinale
Die Achtelfinalbegegnungen fanden am 28. und 29. September 2004 statt.
| Datum                 |                       | Ergebnis              |                      |
| --------------------- | --------------------- | --------------------- | -------------------- |
| 28.09.2004, 19:30 Uhr | FC Triesenberg II     | 0:6                   | USV Eschen-Mauren    |
| 28.09.2004, 19:30 Uhr | FC Schaan Azz.        | 0:4                   | FC Ruggell           |
| 28.09.2004, 20:00 Uhr | FC Balzers II         | 1:1 n. V. (3:0 i. E.) | FC Triesen           |
| 28.09.2004, 20:15 Uhr | FC Triesen Esp.       | 1:5                   | USV Eschen-Mauren II |
| 29.09.2004, 19:30 Uhr | USV Eschen-Mauren III | 0:9                   | FC Schaan            |
| 29.09.2004, 19:30 Uhr | FC Vaduz II           | 1:2                   | FC Triesenberg       |
| 29.09.2004, 20:00 Uhr | FC Schaan II          | 0:8                   | FC Balzers           |
| 29.09.2004, 20:00 Uhr | FC Ruggell II         | 0:9                   | FC Vaduz             |

### Viertelfinale
Die Viertelfinalbegegnungen fanden am 20. und 26. Oktober 2004 statt.
| Datum                 |                | Ergebnis |                      |
| --------------------- | -------------- | -------- | -------------------- |
| 20.10.2004, 19:30 Uhr | FC Ruggell     | 0:3      | USV Eschen-Mauren    |
| 20.10.2004, 20:00 Uhr | FC Balzers II  | 1:8      | FC Vaduz             |
| 20.10.2004, 20:00 Uhr | FC Triesenberg | 3:0      | USV Eschen-Mauren II |
| 26.10.2004, 20:00 Uhr | FC Schaan      | 1:4      | FC Balzers           |

### Halbfinale
Die Halbfinalbegegnungen fanden am 9. und 10. November 2004 statt.
| Datum                 |                | Ergebnis |                   |
| --------------------- | -------------- | -------- | ----------------- |
| 09.11.2004, 20:00 Uhr | FC Triesenberg | 2:4      | USV Eschen-Mauren |
| 10.11.2004, 20:00 Uhr | FC Vaduz       | 5:1      | FC Balzers        |

### Finale
Das Finale wurde am 5. Mai 2005 im Rheinpark Stadion Vaduz ausgetragen.
| Datum                 |          | Ergebnis |                   |
| --------------------- | -------- | -------- | ----------------- |
| 05.05.2005, 17:00 Uhr | FC Vaduz | 4:1      | USV Eschen-Mauren |